# Хай-Бар Йотвата
Хай-Бар Йотвата (ивр. חי-בר יוטבתה‎) — заповедник на территории Южного Негева (пустыня Арава, Израиль), созданный в 1970 году для разведения и реинтродукции диких животных.

## Расположение и общее описание
Заповедник Хай-Бар Йотвата расположен в пустыне Арава в 35 километрах севернее Эйлата, между кибуцами Йотвата и Самар. Заповедник связан с населёнными пунктами шоссе № 90 и регулярными автобусными рейсами из Тель-Авива, Иерусалима, Хайфы и Беэр-Шевы. На территории заповедника располагаются несколько природных зон, включая акациевые рощи (Acacia tortilis и Acacia raddiana), солончаки и пески.
Целью заповедника, как и его аналога на севере Израиля, является разведение и реинтродукция на территории Израиля животных, упоминаемых в Библии и затем исчезнувших из этого региона, а также защита в естественных условиях пустынных животных, находящихся под угрозой исчезновения. Идея возрождения исчезнувших популяций упоминаемых в Библии животных зародилась в Управлении заповедников Израиля в первой половине 1960-х годов. Общество «Хай-Бар» было основано в 1964 году. В 1968 году в районе солончаков и акациевых рощ неподалёку от кибуца Йотвата были выделены 12 км² под будущий заповедник, который получил официальный статус в 1970 году.
Заповедник включает три основных части:
- основная территория площадью 12 км² отведена для стад травоядных млекопитающих и страусов в условиях, максимально приближенных к естественным
- центр хищников представляет собой ряд изолированных участков, где содержатся крупные млекопитающие хищники, рептилии и мелкие пустынные животные
- «тёмная комната» предназначена для наблюдения за ночными животными в период активности

Заповедник круглогодично открыт для посетителей, закрываясь за час до захода солнца. Посещение платное, может включать или не включать посещение центра хищников; продолжительность стандартной экскурсии — два часа. Есть также возможность ночёвки. В 2010 году в заповеднике побывали почти 43 тысячи туристов, в 2011 году — около 41 тысячи.

## Основные виды
В заповеднике в природных условиях разводятся следующие крупные травоядные млекопитающие и птицы:
- Кулан (Equus hemionus, популяция в 2011 году 8 особей, из них 3 детёныша[1])
- Дикий осёл (Equus africanus)
- Аравийский орикс (Oryx leucoryx, популяция в 2011 году 60 особей[1])
- Сахарский орикс (Oryx dammah, популяция в 2011 году 14 особей[1])
- Аддакс (Addax nasomaculatus, популяция в 2011 году более 20 особей, из них 5 детёнышей[1])
- Страус (Struthio camelus, популяция в 2011 году 47 особей[1])

В закрытой зоне содержатся представители следующих видов хищников:
- Леопард (Panthera pardus)
- Каракал (Caracal caracal)
- Лесной кот (Felis silvestris)
- Волк (Canis lupus)
- Песчаная лисица (Vulpes rueppellii)
- Афганская лисица (Vulpes cana)
- Полосатая гиена (Hyaena hyaena)

Среди видов, представленных в «тёмной комнате»:
- Карликовая песчанка (Gerbillus gerbillus)
- Песчанка Вагнера (Dipodillus dasyurus)
- Песчанка Сундевалла (Meriones crassus)
- Садовая соня (Eliomys quercinus)
- Обыкновенная сипуха (Tyto alba)
- Сплюшка (Otus scops)
- Домовый сыч (Athene noctua)
- Египетская летучая собака (Rousettus aegyptiacus)